# Castro Mode
Castro (hebräisch קַסְטְרוֹ מוֹדֵל בָּעָ״מ Casṭrō Mōdel BʿA"M) ist ein israelisches Bekleidungsunternehmen, das Damen- und Herrenmode produziert und vertreibt. 2013 war es Israels größtes Modeunternehmen. Castro ist seit 1992 an der Börse von Tel Aviv notiert, wobei sich über 70 Prozent in den Händen der Gründerfamilie befinden.

## Geschichte

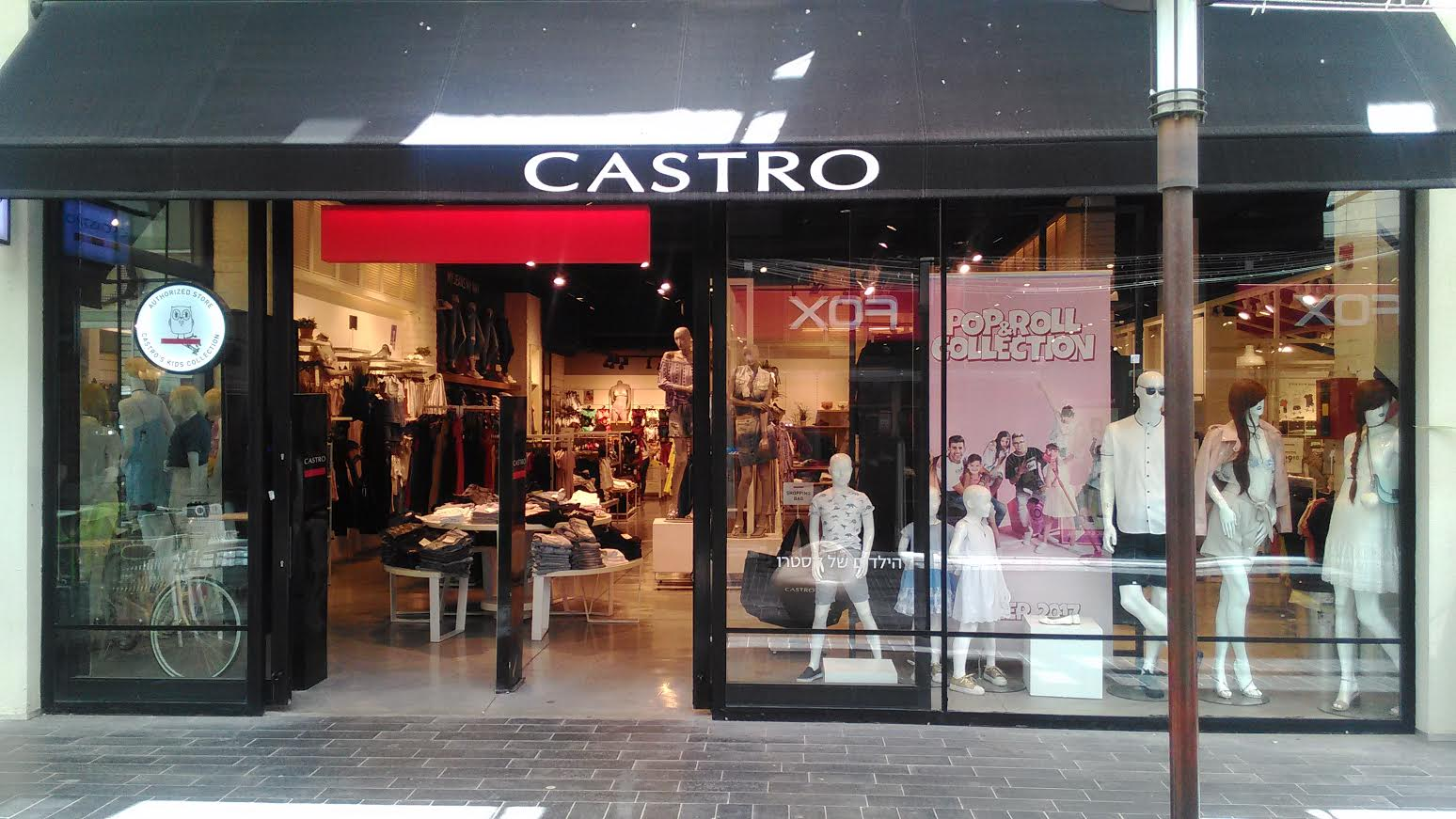
Castro-Geschäft, 2017

1948 eröffneten Aharon Castro (1932–2017) und seine Mutter Anina ein kleines Modegeschäft namens Nina in Tel Aviv. Anina hatte zuvor Kleidung in ihrer Wohnung geschneidert und verkauft. Zusammen mit seiner Ehefrau Lina produzierten sie modische aber bezahlbare Alltagskleidung für Frauen, Männer und Kinder. Castro verkaufte seine Ware zunehmen auch in lokalen Kaufhäusern, produzierte aber auch als Subunternehmer für andere israelische Modeunternehmen. 1985 eröffnete Castro sein erstes eigenes Ladenlokal. Eine Expansion in den europäischen und amerikanischen Markt scheiterte zu dieser Zeit. Castros Tochter Etti und deren Ehemann Gabi Rotter traten in die Geschäftsführung ein und restrukturiertes das Unternehmen. Die neue Strategie führte dazu, dass das Unternehmen bis 1997 80 Prozent seiner Produktion unter anderem nach China, in die Türkei und Indien verlagert hatte und stattdessen den Markennamen stärkte.
In den 1990er Jahren rekrutierte die Modekette zahlreiche israelische Jungdesigner, importierte Stoffe aus Übersee und ließ die Kleidungsstücke von bekannten Models wie Gal Gadot präsentieren. Seit 1996 stattet Castro die israelische Olympiamannschaft aus. 2018 übernahm Castro den Konkurrenten Hoodies.

## Die Geschäftsentwicklung
In Israel ist Castro mit knapp 90 Läden Marktführer. Das Unternehmen hat außerdem nach Russland, Kasachstan, Thailand, und in die Schweiz expandiert. Die seit 2004 in Deutschland betriebenen acht Geschäfte wurden 2011 von Gerry Weber übernommen.